# Permission to Land
Permission to Land è il primo album in studio del gruppo musicale britannico The Darkness, pubblicato il 7 luglio 2003 dalla Atlantic Records.
Il disco ha avuto un successo enorme, raggiungendo in breve tempo la vetta della Official Albums Chart, principalmente grazie alla fortuna riscossa da singoli come I Believe in a Thing Called Love, che arrivò al secondo posto della Official Singles Chart, e Love Is Only a Feeling, fermatosi invece al quinto. In alcune edizioni speciali dell'album compare come traccia bonus la natalizia Christmas Time (Don't Let the Bells End).
Grazie a questo album la band si aggiudicò tre Brit Awards nel 2004 come miglior gruppo, miglior gruppo rock e miglior album.

## Contesto
La band era diretta dal manager Sue Whitehouse, che li aveva gestiti sin dai tempi in cui Justin Hawkins creava jingle musicali e durante i loro giorni come Empire. Sin dall'inizio la band era rinomata per i suoi spettacoli dal vivo, e tale era la popolarità della band che avevano un concerto programmato all'Astoria di Londra prima ancora di aver firmato un contratto discografico. La band aveva già l'interesse dell'industria musicale fin dai tempi in cui si chiamavo Empire grazie ai contatti di Sue Whitehouse. Joe Taylor, Aled Jones e Paul Scaife dei The Tip Sheet sentirono parlare per la prima volta della band attraverso un post sulla bacheca della pagina dei The Tip Sheet, e presentarono Love is Only a Feeling nel gennaio 2002. Hanno iniziato durante il Record of the Day e hanno ripreso la canzone all'epoca degli SXSW nel marzo 2003. Volevano presentare Friday Night, ma gli fu detto che la band lo stava riservando per un album.
Secondo A&R Nick Raphael in un'intervista con HitQuarters, non c'era alcun clamore iniziale per la firma della band, "Non ci sarebbe potuto essere meno di un ronzio, e solo due etichette discografiche hanno mostrato interesse per loro". Il motivo della mancanza di interesse era che "Il business nel suo insieme era poco piacevole. In realtà, la gente diceva che erano uno scherzo e che non erano reali."
Permission to Land è salito subito al secondo posto nella classifica degli album del Regno Unito il giorno della sua uscita il 7 luglio 2003, prima di arrivare al numero uno e rimanere lì per quattro settimane, per poi vendere 1,5 milioni di copie nel solo Regno Unito.

## Registrazione
La band prese ispirazione per alcuni dei loro brani dall'area locale del nord Suffolk che circonda la loro città natale, Lowestoft, inclusa "Black Shuck", basata sulla leggenda di un cane che presumibilmente perseguita la chiesa del vicino villaggio di Blythburgh. "Stuck in a Rut" menziona anche una serie di strade conosciute come "Barnby Bends", e "Acle Straight", entrambi percorsi importanti tra Lowestoft e Beccles e Norwich e Great Yarmouth. La band ha registrato un'intervista per MTV Japan, dove discute dell'ispirazione che sta dietro a queste canzoni, oltre a presentare filmati auto-girati della loro città natale. Questo materiale è incluso in un DVD bonus dell'edizione deluxe giapponese dell'album.

## Accoglienza
L'album ha ricevuto ampi consensi dalla critica specializzata. Per Metacritic, che assegna una valutazione normalizzata in base 100 alle recensioni dei critici, l'album ha ottenuto un punteggio medio di 79, basato su 19 recensioni.
Secondo Classic Rock "Permission to Land non sarà mai l'album che i The Darkness pensano che sia ma, preso nello spirito con cui viene presentato, è sicuramente più divertente di Use Your Illusion." Nel luglio 2019, la rivista Decibel ha introdotto Permission to Land nella propria Hall of Fame, affermando che l'album "che è stato pensato per ridefinire l'hard rock dei primi anni e non assomiglia a niente che è stato pubblicato nel 2003 - o nel decennio precedente."

## Premi e riconoscimenti
Il successo di questo album ha portato la band in numerosi tour, comprese le parti europee del Summer Sanitarium Tour 2003 dei Metallica. Hanno poi continuato come band principale del Carling Festival nel 2004.
La band ha vinto tre BRIT Awards nel 2004: miglior gruppo, miglior gruppo rock e miglior album. Hanno anche vinto due premi Kerrang! nel 2004 per il miglior show dal vivo e come migliore band britannica.
Il terzo singolo dell'album, "I Believe in a Thing Called Love", è stato un grande successo nel Regno Unito, così come la loro "Christmas Time (Don't Let the Bells End)". Entrambi i singoli hanno raggiunto il numero 2 nel 2003.
Oltre al successo in classifica, Permission to Land ha anche permesso all band di vincere due premi importanti: miglior album rock al Kerrang! 2003 e Best British Album ai BRIT Awards del 2004 (durante i quali hanno anche vinto i premi come Best British Group e Best British Rock Act). Permission to Land o è stato votato 49° nei 50 migliori album del XXI secolo su Kerrang!.
È stato successivamente citato nella canzone "Whichever Way You Wanna Give It" dell'altra band del cantante Justin Hawkins, Hot Leg. Nel 2005 l'album è stato classificato al numero 356 nel libro The 500 Greatest Rock & Metal Albums of All Time della rivista Rock Hard. L'album è stato anche incluso nel libro 1001 Albums You Must Hear Before You Die.

## Tracce
Testi e musiche di Ed Graham, Daniel Hawkins, Justin Hawkins e Frankie Poullain.
1. Black Shuck – 3:20
2. Get Your Hands off My Woman – 2:46
3. Growing on Me – 3:29
4. I Believe in a Thing Called Love – 3:36
5. Love Is Only a Feeling – 4:19
6. Givin' Up – 3:34
7. Stuck in a Rut – 3:17
8. Friday Night – 2:56
9. Love on the Rocks with No Ice – 5:56
10. Holding My Own – 4:56
11. Christmas Time (Don't Let the Bells End) – 4:02 – traccia bonus

### Bonus track edizione europea di Natale
1. Christmas Time (Don't Let the Bells End) – 4:02

### Tracce bonus dell'edizione deluxe giapponese
1. The Best of Me – 3:18
2. Makin' Out – 3:49

### DVD bonus in edizione deluxe giapponese
1. History of the Darkness (Documentario) – 20:00
2. Get Your Hands Off My Woman (Live Astoria) – 4:33
3. I Believe in a Thing Called Love (Live a Knebworth) – 4:43

## Formazione
- Justin Hawkins – voce, chitarra, synth e pianoforte
- Daniel Hawkins – chitarra
- Frankie Poullain – basso
- Ed Graham – batteria

## Classifiche
| Classifica (2003/04) | Posizione massima |
| -------------------- | ----------------- |
| Australia            | 17                |
| Austria              | 40                |
| Belgio (Fiandre)     | 43                |
| Canada               | 10                |
| Danimarca            | 21                |
| Finlandia            | 17                |
| Francia              | 62                |
| Germania             | 19                |
| Irlanda              | 2                 |
| Italia               | 16                |
| Norvegia             | 13                |
| Nuova Zelanda        | 5                 |
| Paesi Bassi          | 30                |
| Regno Unito          | 1                 |
| Stati Uniti          | 36                |
| Svezia               | 8                 |
| Svizzera             | 59                |